# Stachys leucomalla
Stachys leucomalla là một loài thực vật có hoa trong họ Hoa môi. Loài này được Bornm. & Gauba miêu tả khoa học đầu tiên năm 1940.